# Leninskij Prospekt (metropolitana di Mosca)
Leninskij Prospekt (in russo Ленинский проспект ~ Viale Lenin?) è una stazione della Metropolitana di Mosca situata sulla Linea Kalužsko-Rižskaja. Fu costruita nel 1962 con una variante dello stile a tre arcate, che comportò una volta centrale più alta. I pilastri sono ricoperti in marmo bianco con una striscia grigia alla base, mentre le mura esterne sono piastrellate. Le lampade in metallo originarie corrono ancora lungo tutta la banchina, e alcune sono state sostituite nel 2004 da lampade fluorescenti. Gli architetti della stazione furono A. Strelkov, Nina Aleshina, Yuriy Vdovin, V. Polikarpov e A. Marova.
Leninskij Prospekt è dotata di due ingressi, collegati tramite sottopassaggi con il lato est del viale, e con uscite anche su entrambi i lati di Piazza Yuri Gagarin.
Caratteristica unica della stazione è il fatto che a metà della banchina vi sia una scala che non porta da nessuna parte. In effetti, la scala era stata ideata per consentire il trasbordo con l'anello centrale di Mosca, presso la stazione di Ploščad Gagarina. Di recente, è stato deciso di integrare la ferrovia all'interno della rete di trasporti urbani, pertanto il punto di interscambio adesso risulta attivo. Attualmente, la stazione ha un carico di 61.600 passeggeri al giorno.